# 大原美術館

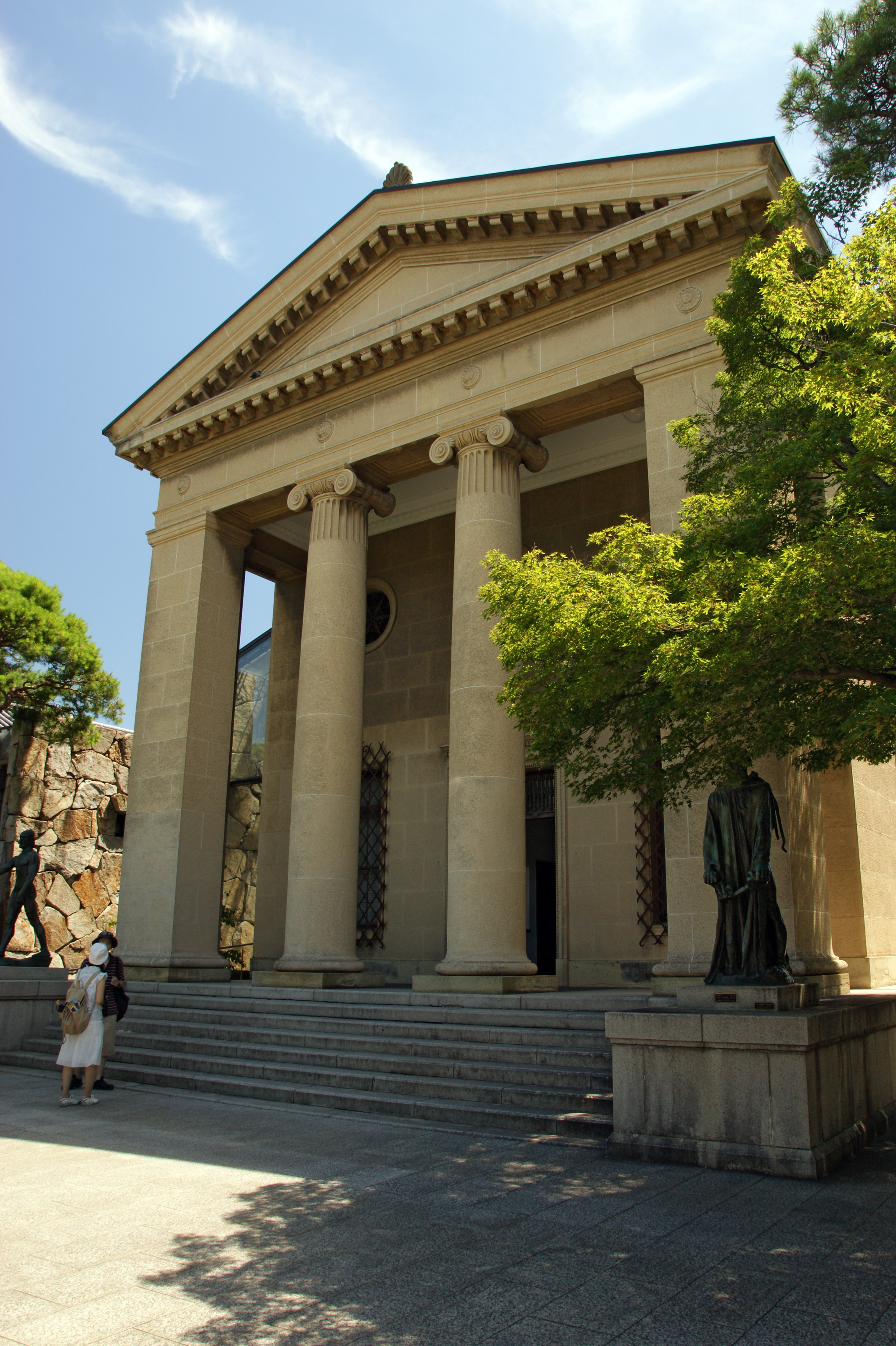
大原美術館

大原美術館（日语：おおはらびじゅつかん）是位於日本岡山縣倉敷市倉敷美觀地區的一座美術館，由公益財團法人大原美術館運營。館長是西洋美術史學家高階秀爾。

## 历史
大原美術館開幕於1930年，創辦人是倉敷實業家大原孫三郎，是日本第一座展示西洋美術和近代美術的美術館。美術館中最著名的藏品是西班牙畫家艾爾·葛雷柯的聖母領報。

## 外部連結
- 大原美術館 （页面存档备份，存于）